# Paulo Coelho
Paulo Coelho (sinh ngày 24 tháng 8 năm 1947; phát âm "Pao-lu Koe-lhu") là tiểu thuyết gia nổi tiếng người Brasil.

## Sự nghiệp
Paulo Coelho sinh tại Rio de Janeiro (Brasil). Ông học đại học trường luật, nhưng đã bỏ học năm 1970 để du lịch qua México, Peru, Bolivia và Chile, cũng như châu Âu và Bắc Phi. Hai năm sau, ông trở về Brasil và bắt đầu soạn lời nhạc pop. Ông cộng tác với những nhạc sĩ pop như Raul Seixas. Năm 1974, ông bị bắt giam một thời gian ngắn vì những hoạt động chống lại chế độ độc tài thời đó ở Brazil.
Sách của ông đã bán ra hơn 86 triệu bản trên 150 nước và được dịch ra 56 thứ tiếng. Ông đã nhận được nhiều giải thưởng của nhiều nước, trong đó tác phẩm Veronika quyết chết (Veronika decide morrer) được đề cử cho Giải Văn chương Dublin IMPAC Quốc tế.
Tiểu thuyết Nhà giả kim (O Alquimista) của ông, một câu chuyện thấm đẫm chất thơ, đã bán được hơn 65 triệu bản trên thế giới và dịch ra 56 thứ tiếng, trong đó có tiếng Việt. Tác phẩm sau đó được dựng thành phim do Lawrence Fishburne sản xuất, vì diễn viên này rất hâm mộ Coelho. Các tác phẩm khác của ông bao gồm Hành hương (O diário de um mago) (được công ty Arxel Tribe lấy ý tưởng xây dựng một trò chơi vi tính), Bên sông Piedra tôi ngồi xuống và khóc (Na margem do rio Piedra eu sentei e chorei) và Những nữ chiến binh (As Valkírias). Cuốn tiểu thuyết năm 2005 - O Zahir - của ông bị cấm ở Iran, 1000 bản sách bị tịch thu  Lưu trữ ngày 19 tháng 5 năm 2005 tại Wayback Machine, nhưng sau đó lại được phát hành.
Tác phẩm của Paulo Coelho được xếp vào danh sách những sách bán chạy nhất ở nhiều nước, bao gồm Brasil, Anh, Hoa Kỳ, Pháp, Đức, Canada, Ý, Israel và Hy Lạp. Ông được xem là tác giả viết tiếng Bồ Đào Nha bán chạy nhất mọi thời đại.
Mặc dù có nhiều thành công, nhiều nhà phê bình ở Brasil vẫn xem ông như một tác giả bình thường, cho rằng những tác phẩm của ông quá đơn giản và giống sách tự lực (self-help book) hơn. Cũng có người cho rằng tiểu thuyết của ông có quá nhiều tính chất "thương mại". Sự kiện ông được vào Viện Hàn lâm Văn chương Brasil (ABL) đã gây ra nhiều tranh cãi trong cộng đồng độc giả Brasil và ngay trong chính Viện Hàn lâm.
Ông và vợ Christina định cư tại Rio de Janeiro (Brasil) và Tarbes (Pháp).

## Tác phẩm
- Arquivos do Inferno (1982)
- O Manual Prático do Vampirismo (1986)
- O diário de um Mago (1987) (Hành hương)
- O Alquimista (1988) (Nhà giả kim)
- Brida (1990)
- O Dom Supremo (1991)
- As Valkírias (1992) (Những nữ chiến binh)
- Na margem do rio Piedra eu sentei e chorei (1994) (Bên sông Piedra tôi ngồi xuống và khóc)
- Maktub (1994)
- Frases (1995)
- O Monte Cinco (1996) (Ngọn núi thứ năm)
- O manual do guerreiro da luz (1997) (Cẩm nang của chiến binh ánh sáng)
- Veronika decide morrer (1998) (Veronika quyết chết)
- Palavras essenciais (1999)
- O Demônio e a Srta. Prym (2000) (Quỷ dữ và nàng Prym)
- Histórias para pais, filhos e netos (2001) (Cha, con và chú)
- Onze Minutos (2003) (Mười một phút)
- O Gênio e as Rosas (2004)
- O Zahir (2005)
- Ser como um rio que fluye (2006) (Như một dòng sông chảy)
- A bruxa de Portobello (2006) (Phù thủy phố Portobello)
- O vencedor está só (2008)
- Amor (2009)
- Aleph (2010)
- Fábulas (2011)
- Manuscrito Encontrado em Accra (2012) (Bản thảo tìm thấy tại Accra)
- Adultério (2014)
- A Espiã (2016)

### Bản dịch tiếng Việt
- Nhà giả kim, Ngọc Cầm Dương dịch, Nhà xuất bản Phụ Nữ, 2006.
- Nhà giả kim - Ngọn núi thứ năm, Lê Chu Cầu - Ngân Xuyên dịch, Nhà xuất bản Công An Nhân dân, 2004
- O Zahir - Nỗi ám ảnh, Lê Xuân Quỳnh dịch, Nhà xuất bản Văn học và Alphabooks, 2006
- Quỷ dữ và nàng Prym, Ngọc Phương Trang dịch, Nhà xuất bản Phụ Nữ và Cty Cổ phần Sách Bách Việt, 2007
- Phù thủy phố Portobello, Lê Khánh Toàn dịch, Cty Sách Bách Việt, 2007
- Veronika quyết chết, Ngọc Phương Trang dịch, Nhà xuất bản Phụ Nữ, 2008
- 11 phút, Quý Vũ dịch, Nhà xuất bản Phụ Nữ, 2009
- Cẩm nang của người chiến binh ánh sáng, Đỗ Hoàng Tùng dịch, Nhà xuất bản Phụ Nữ, 2009
- 24 giờ cô độc ở Cannes, Bùi Khánh Vân dịch, Nhà xuất bản Phụ Nữ, 2010
- "Nhà Giả Kim", Lê Chu Cầu dịch, Nhã Nam, 2013

## Giải thưởng
Paulo Coelho đã được trao tặng nhiều giải thưởng uy tín:
- Prix Lectrices d'Elle (Pháp, 1995)
- Chevalier de l'Ordre des Arts et des Lettres (Pháp, 1996)
- Giải quốc tế Flaiano (Ý, 1996)
- Giải Grinzane Cavour (Ý, 1996)
- Giải Sách Vàng (Nam Tư, 1995, 1996, 1997, 1998, 1999 và 2000)
- Chung khảo Giải Văn chương Dublin IMPAC quốc tế (International IMPAC Dublin Literary Award, Ireland, 1997 và 2000)
- Comendador de Ordem do Rio Branco (Brasil, 1998)
- Giải Pha lê của Diễn đàn Kinh tế Thế giới (Crystal Award, World Economic Forum, 1999)
- Huy chương vàng xứ Galicia (Tây Ban Nha, 1999)
- Huân chương Bắc đẩu bội tinh (Chevalier de l'Ordre national de la Legion d'honneur, Pháp, 1999)
- Giải Gương Pha lê (Ba Lan, 2000)
- Giải «Đối thoại giữa các nền văn hoá» của «Câu lạc bộ Budapest» (Dialog of Cultures, Club of Budapest, Đức, 2001)
- XXIII Premio Internazionale Fregene (Ý, 2001)
- Giải 2001 Bambi (Đức, 2001)
- Giải Ý thức toàn cầu năm 2002
- Giải Văn học Hans Christian Andersen (2007)